# Pologne au Concours Eurovision de la chanson 2021
La Pologne est l'un des trente-neuf pays participants du Concours Eurovision de la chanson 2021, qui se déroule à Rotterdam aux Pays-Bas. Le pays est représenté par le chanteur RAFAŁ et sa chanson  The Ride, sélectionnés en interne par le diffuseur polonais TVP. Le pays se classe 14e avec 35 points en demi-finale, ne parvenant pas à se qualifier pour la finale.

## Sélection
Le diffuseur polonais TVP annonce sa participation à l'Eurovision 2021 le 26 octobre 2020. Ce n'est que le 12 mars 2021 que le diffuseur annoncera avoir sélectionné le chanteur RAFAŁ et sa chanson The Ride pour représenter le pays.

## À l'Eurovision
La Pologne participe à la deuxième demi-finale du 20 mai 2021. Y recevant 35 points, le pays se classe 14e et ne parvient pas à se qualifier en finale.